# IC 2443
IC 2443 је спирална галаксија у сазвјежђу Рак која се налази на листи објеката дубоког неба у Индекс каталогу.
Деклинација објекта је + 28° 49' 37" а ректасцензија 9h 11m 30,8s. Привидна величина (магнитуда) објекта IC 2443 износи 14,2 а фотографска магнитуда 15,2. IC 2443 је још познат и под ознакама MCG 5-22-11, CGCG 151-19, NPM1G +29.0155, PGC 25908.